# Verdun (Ariège)
Verdun (okzitanisch: gleichlautend) ist ein Bergdorf und eine kleine südfranzösische Gemeinde (commune) mit 208 Einwohnern (Stand 1. Januar 2022) im Département Ariège in der Region Okzitanien.

## Lage
Der Ort Verdun liegt in einer Höhe von ca. 560 Metern ü. d. M. im Tal der Ariège am Fuß der Pyrenäen. Der Kurort Ax-les-Thermes befindet sich etwa 16 Kilometer (Fahrtstrecke) in südöstlicher Richtung; die Städte Foix und Pamiers liegen etwa 28 bzw. 48 Kilometer nördlich.

## Bevölkerungsentwicklung
| Jahr      | 1962 | 1968 | 1975 | 1982 | 1990 | 1999 | 2006 | 2012 | 2019 |
| Einwohner | 247  | 210  | 184  | 160  | 154  | 183  | 237  | 228  | 216  |

Im 19. Jahrhundert hatte der Ort zumeist zwischen 400 und 750 Einwohner. Die Reblauskrise im Weinbau und die Mechanisierung der Landwirtschaft führten seit dem ausgehenden 19. und im 20. Jahrhundert zu einem Verlust an Arbeitsplätzen und zu einem kontinuierlichen Rückgang der Einwohnerzahlen bis auf die Tiefstwerte der 1980er Jahre.

## Wirtschaft
Die Einwohner von Verdun leben hauptsächlich von der Landwirtschaft (Milch- und Käseproduktion); in geringen Umfang wird auch Weinbau betrieben. Im ausgehenden Mittelalter ist die Goldwäscherei im Flussbett der Ariège erwähnt; außerdem standen hier mehrere Wassermühlen. Heutzutage spielt der Tourismus – auch in der Form der Vermietung von Ferienhäusern (gîtes) – eine wichtige Rolle im Wirtschaftsleben der kleinen Gemeinde.

## Geschichte
Der Ortsname wird erstmals im Jahr 988 im Rahmen einer Gebietsschenkung Rogers I., Graf von Carcassonne, an die Abtei Saint-Volusien in Foix erwähnt; der Abteibesitz ist in einer Urkunde des Papstes Honorius III. aus dem Jahr 1224 bestätigt. In den Jahren zwischen 1318 und 1325 tagte im Ort an insgesamt 370 Tagen ein Inquisitionstribunal unter der Leitung des Bischofs von Pamiers. Sowohl 1613 als auch 1875 richteten Hochwässer der Ariège bzw. Schlamm- und Gerölllawinen vom nahegelegenen Berghang schwere Schäden im Ort und an seiner romanischen Kirche an; über 100 Menschen kamen ums Leben. Im Jahr 1790 wurde der nur zwei Kilometer entfernte, aber höhergelegene Ort Château-Verdun eine eigenständige Gemeinde.

## Sehenswürdigkeiten

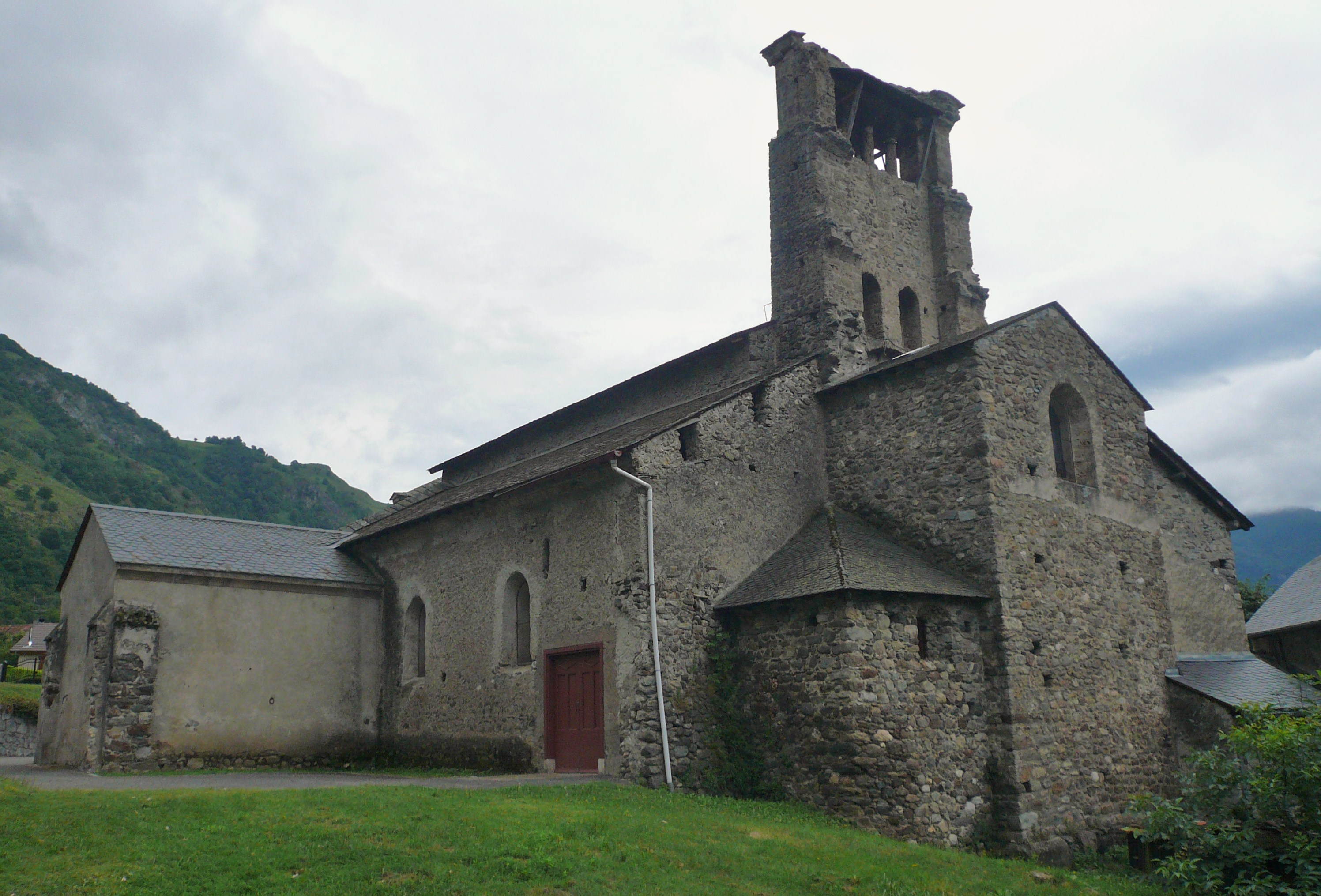
Kirche von Nordwesten

- Die dreischiffige und dreiapsidiale ehemalige Prioratskirche und heutige Pfarrkirche Saint-Blaise entstand im 12. Jahrhundert und beeindruckt durch ihre Lage und durch ihre Ostpartie, die auf abfallendem Gelände errichtet wurde. Alle drei Apsiden zeigen Rundbogenfriese (bandes lombardes) im Lombardischen Baustil jedoch ohne die sonst üblichen Lisenengliederungen. Die Außenwand der Südseite des Langhauses ist durch Strebepfeiler verstärkt. Der Glockenturm über dem ehemaligen Westportal wurde bei den Hochwasserkatastrophen zerstört – er hat heute beinahe das Aussehen eines Glockengiebels; der heutige Eingang befindet sich auf der Nordseite. Das gewölbte Innere der Kirche bietet nach vielen Restaurierungen und Übermalungen in den vergangenen Jahrhunderten keine Besonderheiten mehr. Das Kirchenbauwerk ist bereits seit dem Jahr 1910 als Monument historique anerkannt.[1]
- Eine der ehemals vielen Wassermühlen soll wieder restauriert werden.